# XO-5b
XO-5b „Makropulos“ je exoplaneta obíhající hvězdu XO-5 „Absolutno“ třídy G v souhvězdí Rysa vzdálenou přibližně 890 světelných let od Země. Její objev tranzitní metodou byl zveřejněn v  roce 2008 na základě dvou pozorování od listopadu 2003 do března 2004 a opět od listopadu 2004 do března 2005. Šlo o pátou exoplanetu objevenou teleskopem XO, který se nachází na Havaji. Velikostí i hmotností je planeta o něco málo větší než Jupiter a svou mateřskou hvězdu obíhá ve vzdálenosti 0,0488 AU, což z ní činí Horký Jupiter. Jeden oběh dokončí za přibližně čtyři dny (100 hodin a 30 minut).
Oficiální název „Makropulos“ podle Čapkovy hry (Absolutno podle románu) byl vybrán českou veřejností pod dohledem Akademie věd ČR během iniciativy IAU100 NameExoWorlds, kterou ke svému stému výročí pořádala v roce 2019 Mezinárodní astronomická unie. Nejčastěji navrhovaným názvem byl „Jára Cimrman“, ten byl však vyřazen, protože se tak už jmenuje planetka. Odborná porota vybrala pro finále osm dalších jmen z české kultury: Ikarie, Šemík, Sněžka, Rumcajs, Fifinka, Sněženka, Granát a Štěstí.